# إدوارد بيل (مغن مؤلف)
إدوارد بيل (بالإنجليزية: Edward Bell)‏ هو مغن مؤلف بريطاني، ولد في 7 سبتمبر 1987 في ونزر في المملكة المتحدة.